# 서산 류씨
서산 류씨(瑞山柳氏)는 충청남도 서산시를 본관으로 하는 한국의 성씨이다.

## 서산류씨시조(류공기) 역사
시조 류공기(柳公器)는 고려조에 관직이 합문지후(閤門祗候)에 이르렀으며, 사후에 증손 류숙(柳淑)이 귀해지자 도첨의찬성사(都僉議贊成事)·수문전대학사(修文殿大學士)·감수국사(監修國士)·판전리사사(判典理司事)에 추증되었다.
일반적으로는 문화(文化) 류씨 9세 류순(柳淳)의 3남인 류성간(柳成澗)이 서녕부원군(瑞寧府院君)에 봉해졌으므로, 이 때부터 서산을 본관으로 삼아 분적했다고 알려져 있으나, 믿기 어렵다. 『문화 류씨 가정보』(1565)나 『씨족원류』(17세기) 등의 공신력 있는 족보에서는 류성간의 이름 자체가 없기 때문이다.
문화 류씨와 서산 류씨를 서로 연관지은 기록들은 아래와 같다.
- 『해동잡록』(1670년) : 류방선(柳方善)을 문화 류씨 7세인 합문지후 류공권(柳公權)의 후손이라고 했는데, 합문지후가 마지막 관직이었던 인물은 류공권이 아니라 류공기이다.
- 『류방선 행장』(1721년) : 정규양(鄭葵陽)이 지었으며, "영의정(領議政) 휘(諱) 성간(成澗)에 이르러 서녕(瑞寧)에 봉해지면서 자손이 비로소 서녕 사람이 되었다."는 기술이 등장한다.
- 『문화 류씨 정사보』(1797년) : 류순의 아들로 류성간이 새로이 등재되었다.

## 본관
서산(瑞山)은 충청남도 서산시의 지명이다. 백제 때에는 기곡군(基谷郡)이었다. 757년(신라 경덕왕 16)에 부성군(富城郡)으로 개칭되었다. 1144년(고려 인종 22)에는 현으로 개편되었다가, 1284년(충렬왕 10) 서주군(西州郡)으로 승격하였고, 1308년(충선왕 1)에는 서주목(西州牧)으로 승격하였다. 1310년에 서녕부(瑞寧府)가 되었다가 후에 서주(瑞州)로 강등되었다. 1413년(태종 13)에 서산군(瑞山郡)으로 개칭되었다. 1896년에 충청남도 서산군이 되었다. 1914년 태안(泰安)‧해미(海美)를 서산에 통합하였다. 1917년에는 서녕면이 서산면으로 개칭되었고 1942년 서산읍으로 승격하였다. 1989년에 서산읍이 시로 승격되어 분리되고, 태안군이 복원되어 분리되었다. 1995년 서산군이 서산시에 통합되었다.

## 인물
- 류숙(柳淑, 1316년 ~ 1368년) : 태상경(太常卿) 류성계(柳成桂)의 아들. 1340년(충혜왕 복위 1) 과거에 급제해 안동사록(安東司錄)이 되었고, 1351년 공민왕이 즉위하자 함께 고려에 돌아와 좌부대언(左副代言)이 되었다. 1352년 연경(燕京)에서 왕을 보좌한 공으로 연저수종(燕邸隨從) 1등공신의 호를 받았다. 1354년 우대언(右代言)·판전교(判典校)·판도판서(版圖判書)·전리판서(典理判書)를 거쳐 1356년 추밀원학사(樞密院學士)가 되었고, 동지추밀원사(同知樞密院事)·상의회의도감사(商議會議都監事)에 임명되었다. 1359년 지추밀원사(知樞密院事)로 있을 때 기철(奇轍) 일당을 제거한 공으로 안사공신(安社功臣)이 되었으며, 다시 추밀원사(樞密院使)에 올랐다. 이어 한림학사 승지 동수국사(翰林學士承旨同修國史)를 역임했으나, 안우(安祐) 등의 위협으로 동경유수(東京留守)로 나갔다. 1363년 홍건적의 난 때 세운 공으로 충근절의찬화공신(忠勤節義贊化功臣)의 호를 받았고, 첨의평리(僉議評理)에 올라 서녕군(瑞寧君)에 봉해졌다. 또한 같은 해 김용(金鏞)이 흥왕사(興王寺)에서 변란을 일으켰을 때 공을 세워 정당문학 겸 감찰대부(政堂文學兼監察大夫)가 되어 1등공신에 책록되었다. 첨의찬성사 상의회의도감사 예문관대제학 지춘추관사(僉議贊成事商議會議都監事藝文館大提學知春秋館事)에 올랐다. 1365년 그의 충직을 두려워하던 신돈(辛旽)의 모함으로 시골에 돌아가 있다가 영광에서 신돈이 보낸 자에게 교살당하였다. 1376년 공민왕의 묘정(廟廷)에 배향되었다. 시호는 문희(文僖)이다.[2]

- 류방택(柳方澤, 1320년 ~ 1402년) : 고려 말에 천문학을 관장하는 관청인 서운관(書雲觀)의 판사(判事)를 지낸 후, 조선 개국 후인 1395년(태조 4) 권근과 함께 천상열차분야지도를 제작하였다. 제작 당시 그의 직함은 가정대부(嘉靖大夫) 검교중추원부사 겸 판서운관사(檢校中樞院副使兼判書雲觀事)였으며, 이를 완성한 공적으로 좌명공신(佐命功臣)에 녹훈(錄勳)되었다.

- 류백유(柳伯濡) : 1369년(공민왕 18) 문과에 장원으로 급제하였다. 우왕 때 판내부시사(判內府寺事)가 되었다. 창왕 때 조준(趙浚)의 전제개혁안(田制改革案)이 주장되자 시중 이색(李穡)이 옛 법을 가벼이 고치는 것은 옳지 않다고 반대하는 데 찬성하여 신구(新舊)의 대립을 일으켰다. 1391년 (공양왕 3) 판전의시사(判典儀寺事)로서 전제개혁을 비난하여 광주(光州)로 유배되었다가 조선 개국 후 1407년(태종 7) 좌사간대부(左司諫大夫)가 되었다. 시호는 문정(文靖).

- 류백순(柳伯淳, ? ~ 1420년) : 1406년(태종 6) 대사성을 지내고, 1408년 좌사간대부(左司諫大夫)를 거쳐 인녕부윤(仁寧府尹)이 되었고, 국학장관(國學長官)을 지냈다.

- 류방선(柳方善) : 학자
- 류윤겸(柳允謙, 1420년 ~ ? ) : 류방선의 아들. 1462년 문과에 급제하여 1482년 홍문관부제학, 1483년 공조참의, 1484년 대사간을 거쳐 동부승지·호조참의·돈녕부도정에 이르렀다.
- 류광천(柳匡天, 1732~1799) : 자는 군필(君弼), 호는 귀락와(歸樂窩)이다. 증조부는 나옹(懶翁) 류익서(柳益瑞)이고, 조부는 생원(生員) 류지채(柳之采)이며, 부친은 증사복시정(贈司僕寺正) 양기공(兩棄公) 류휘소(柳輝韶)이고, 모친은 함평이씨(咸平李氏) 생원 이숙빈(李淑馪)의 딸이며, 처부는 문정공(文正公) 김인후(金麟厚)의 6세손 김기조(金基祖)이다. 28세 때인 1759년(영조 35) 기묘 별시(別試) 병과 6위로 급제한 뒤, 벼슬은 1779년(정조 3) 장령(掌令)을 거쳐 경성판관(鏡城判官)에 제수(除授)되고, 1786년(정조 10) 헌납(獻納), 1792년(정조 16) 사간(司諫)에 이어, 1796년(정조 20) 승지(承旨)에 이르렀다.

- 유병석(柳炳奭, 1936년 ~ ?) : 한양대학교 국어교육과 교수
- 유병주(柳炳胄, 1945년 ~ ) : 충남대학교 명예교수
- 유대우(柳大雨, 1948년 ~ ) : STX중공업 부사장
- 류승훈(柳承勳, 1990년 ~ ) : 학자
- 유원규(柳元奎, 1952년 ~ ) : 제31대 서울가정법원장
- 류완(柳完, 1967 ~ )
- 류시왕(柳時旺, 2000년 ~) 한국 대표미용사

## 분파
- 용헌공파
- 정숙공파
- 대사간공파
- 문숙공파
- 판관공파
- 문희공파
- 한성좌윤공파
- 광풍정공파
- 군수공파
- 태재공파
- 참판공파
- 자안공파
- 송암공파
- 처사공파

## 과거 급제자
서산 류씨는 고려와 조선시대 문과 급제자 11명을 배출하였다.
고려 문과
류백순(柳伯淳) 류백유(柳伯濡) 류숙(柳淑) 류한(柳漢)
조선 문과
류광천(柳匡天) 류사(柳泗) 류수(柳洙) 류윤겸(柳允謙) 류한(柳漢) 류혜동(柳惠仝) 류효복(柳孝復)
무과
류계학(柳戒鶴) 류광년(柳光年) 류광수(柳光洙) 류득기(柳得基) 류세웅(柳世雄)
류원좌(柳元佐) 류익화(柳益華) 류일(柳逸) 류정봉(柳挺鳳) 류필원(柳必遠)
류필주(柳必柱) 류필찬(柳必粲) 류흡(柳洽) 류희일(柳喜一)
생원시
류경서(柳景瑞) 류광조(柳匡朝) 류대춘(柳帶春) 류동환(柳東煥) 류명익(柳明翊)
류보(柳普) 류성화(柳聖和) 류승(柳乘) 류승렬(柳昇烈) 류영로(柳榮魯)
류영일(柳英一) 류유(柳柔) 류인옥(柳仁沃) 류정(柳檉) 류지룡(柳之龍)
류지립(柳之立) 류지빈(柳之彬) 류지상(柳之相) 류지채(柳之采) 류지춘(柳之春)
류하홍(柳夏泓) 류휘소(柳輝韶)
진사시
류규운(柳奎運) 류대춘(柳帶春) 류동식(柳東植) 류방익(柳邦翼) 류사(柳泗)
류순원(柳順源) 류영(柳瑛) 류요벽(柳耀碧) 류의건(柳宜健) 류인복(柳寅福)
류정렬(柳鼎烈) 류천이(柳天頤) 류충(柳冲) 류태익(柳泰翊) 류평(柳玶)
류형렬(柳衡烈)

## 인구
- 1985년 서산 류씨 2,400가구 9,856명 + 서령 류씨 1,850가구 7,866명 = 17,722명
- 2000년 서산 류씨 4,576가구 14,827명 + 서령 류씨 2,886가구 9,290명 = 24,117명
- 2015년 서산 류씨 6,172명 + 서녕 류씨 206명 + 서령 류씨 1,398명 + 서영 류씨 293명 + 서산 유씨 11,833명 + 서녕 유씨 1,417명 + 서령 유씨 9,002명 + 서영 유씨 1,612명 = 31,933명